# Халкабад (Наманганская область)
Халкабад (узб. Xalqobod/Халқобод) — посёлок городского типа в Папском районе Наманганской области, Узбекистан. Посёлок расположен в 2 км от железнодорожной станции Пап (на линии Коканд — Наманган).
Статус посёлка городского типа с 15 декабря 1966 года.
В советское время в Халкабаде была построена ТЭЦ и предприятия промышленности строительных материалов.

## Население
| 1970 | 1979 | 1989 |
| ---- | ---- | ---- |
| 3419 | 4791 | 6429 |